# Геворг Абаджян
Геворг Абаджян (вірм. Գևորգ Աբաջյան, 12 грудня 1920, село Шнох, марз Лорі, Вірменія — 2002, Єреван) — вірменський театральний і літературним критик.
Кандидат філології (1956), нагороджений титулом в 1972 році. «Відомий активіст мистецтва Вірменської РСР».